# Motsi Mabuse
Motshegetsi „Motsi“ Mabuse (* 11. dubna 1981, Bophuthatswana) je německá tanečnice jihoafrického původu.

## Životopis
Motsi Mabise se narodila 11. dubna 1981 roku v Bophuthatswaně. Když měla 11 let, začala navštěvovat taneční školu "North-West Arts Council".. Zabývá se latinskoamerickými a standardními tanci. Je finalistkou mnoha národních, evropských a světových mistrovství. Od roku 2003 je jejím manželem tanečník Timo Kulczak, jehož poznala v roce 1999 na mezinárodním tanečním festivalu "Blackpool Dance Festival". V roce 2003 založila spolu s manželem taneční školu "Schwarz-Weiß Club" ve městě Pforzheim.

## Dílo
- Motsi Mabuse: Chili im Blut: Mein Tanz durchs Leben Bastei Entertainment, 2014, ISBN 978-3-431-03913-9.